# هجوم فندق القاهرة
في 11 مارس 2025، فجر خمسة من مقاتلي حركة الشباب هجومًا انتحاريًا قويًا بسيارة مفخخة على فندق يقع وسط بلدوين، عاصمة محافظة هيران في الصومال. بدأ بانفجار أعقبه إطلاق نار كثيف عندما اقتحم مهاجمون الفندق واشتبكوا مع قوات الأمن، مع وقوع إطلاق نار جماعي. قُتل أكثر من أحد عشر شخصًا، من بينهم اثنان من الشيوخ القبائل، وأصيب العشرات. كان من المتوقع أن يرتفع عدد القتلى بسبب شدة الضحايا. وأعلنت حركة الشباب مسؤوليتها عن الهجوم، قائلة إنه استهدف فندق القاهرة الذي يتسع لكبار السن التقليديين والضباط العسكريين الذين ينسقون الهجوم الحكومي المستمر. بدأ الهجوم بانفجار أعقبه إطلاق نار كثيف عندما اقتحم مهاجمون الفندق واشتبكوا مع قوات الأمن.

## خلفية
حركة الشباب هي جماعة متشددة وحليفة لتنظيم القاعدة، وتشن تمردا منذ أكثر من عقد وتواصل السيطرة على أجزاء من جنوب ووسط الصومال.
فندق القاهرة هو موقع بارز في مركز مدينة بلدوين يعمل كقاعدة لزعماء القبليين والضباط العسكريين الذين يلعبون دورًا حيويًا في تنسيق الهجمات الحكومية ضد مقاتلي حركة الشباب.

### هجمات وسط وجنوب الصومال
في 20 فبراير 2025، بدأت حركة الشباب هجومًا جديدًا يسمى «عملية رمضان»، ضد الجيش الوطني الصومالي (SNA)، وقوات بعثة الاتحاد الأفريقي لتحقيق الاستقرار في الصومال (AUSSOM)، وميليشيات العشائر المتحالفة (الصومالية: Macawiisleey)، في ولاية هيرشبيلي. كان هدف الجماعة المسلحة هو استعادة الأراضي المفقودة في الهجوم البري لعام 2022 بقيادة الحكومة الفيدرالية والاتحاد الأفريقي، وخاصة المدن الاستراتيجية وطرق الإمداد، والسيطرة على العاصمة الصومالية مقديشو.
سيطرت حركة الشباب على أكثر من 15 بلدة وقرية في مناطق شبيلي الوسطى وهيران وشبيلي السفلى خلال اليوم الأول من الهجوم. وحاصر مقاتلو حركة الشباب عاصمة الولاية جوهر في وقت لاحق، وفر رئيس هيرشابيلي علي عبد الله حسين من العاصمة. وقارن الصحفيون المحليون الحادث بهروب الرئيس الأفغاني أشرف غني من كابول عندما سقط في أيدي طالبان 2021.
في 4 مارس 2025، حذرت السفارة الأمريكية في مقديشو من تهديدات هجوم وشيكة من حركة الشباب في مقديشو، بما في ذلك في مطار آدم عبد الله الدولي. بعد هذا التحذير الأمني، أوقفت الخطوط الجوية التركية والخطوط الجوية القطرية وخطوط مصر جميع الرحلات الجوية إلى مقديشو. وعُلقت تحركات موظفي السفارة. كما حذرت السفارة من أن الجماعات المتشددة تواصل التخطيط لعمليات الاختطاف والتفجيرات وغيرها من الهجمات في جميع أنحاء البلاد.

## هجوم
في 11 مارس 2025، حوالي الساعة 7:00 صباحًا (توقيت شرق إفريقيا)، شن ستة مسلحين من حركة الشباب هجومًا على فندق القاهرة(بالصومالية: Qaahira hotel)، حيث كان السياسيون ومسؤولو الأمن وشيوخ القبائل يجتمعون لمناقشة خطط شن هجوم ضد حركة الشباب بوسط العاصمة الإدارية في محافظة هيران، بلد وين.
بدأ الهجوم بتفجير سيارة مفخخة أعقبها مسلحون اقتحموا الفندق. قُتل ما لا يقل عن خمسة أشخاص في البداية وأصيب خمسة آخرون. وارتفع عدد القتلى في وقت لاحق إلى أكثر من 15 مدنيا. وبحسب حركة الشباب، قُتل 20 شخصًا، من بينهم مسؤولون حكوميون وزعماء ميليشيات قبلية تدعم الحكومة الفيدرالية.
وحاصرت قوات الأمن الصومالية، بدعم من القوات الجيبوتية والإثيوبية في إطار بعثة الاتحاد الأفريقي للدعم وتحقيق الاستقرار في الصومال، الفندق في وقت لاحق. وأكدت تقارير لاحقة مقتل 15 مدنيا، ومن المتوقع أن يرتفع عدد القتلى. وبعد 24 ساعة، قُتل جميع مهاجمي حركة الشباب الستة. تضرر الفندق بشكل كبير من الدخان واللهب خلال الهجوم.

## عواقب
وردًا على الهجوم، قتل الجيش الصومالي ما لا يقل عن خمسين مقاتلًا من مقاتلي حركة الشباب في غارات جوية، من بينهم القيادي البارز المسؤول عن تنسيق الآليات القتالية للحركة، منصور تيما وين (بالصومالية: Mansoor Tima-Weeyne)، الذي كان مسؤولًا عن تنسيق الآليات القتالية للحركة.

## ردود الفعل
كما أدان الرئيسان السابقان شريف شيخ أحمد ومحمد عبد الله محمد الهجوم على الفندق على وسائل التواصل الاجتماعي الخاصة بهما وقدما التعازي لأقارب الضحايا، وكذلك فعل وزير الصحة علي حاجي آدم.
أعرب السفير التركي في الصومال ألبر أكتاش عن تعاطفه وتضامنه مع الضحايا.
دعا أكثر من 100 عضو من أعضاء البرلمان الاتحادي الصومالي الرئيس حسن شيخ محمود إلى الاستقالة، متهمين إياه بالفشل في القيادة في الوقت الذي تواجه فيه البلاد تحديات متزايدة في مجالي الأمن والحكم، كما قدموا التعازي في الضحايا.